# Beli ap Rhun
Beli ap Rhun (517 circa – 599) è stato un sovrano del regno di Gwynedd dal 580 al 599.
Salì sul trono dopo la morte del fratello, ma gli eventi che interessarono il suo regno sono davvero poco conosciuti, forse anche perché governò durante un periodo di relativa pace e stabilità.